# Implementare CRM
Implementarea și configurarea unui program software CRM, cunoscută și sub numele de Implementare CRM sau personalizare program CRM, reprezintă procesul prin care aplicația CRM achiziționată sau închiriată este pregătită pentru utilizare. Activitățile specifice implementării programelor CRM sunt: discuții de analiză în client și consultanții de implementare, import fișiere, configurare ecrane, stabilire câmpuri bază de date, training useri și testare. Sistemele software de afaceri de tip CRM au nevoie de această personalizare inițială pentru a funcționa corespunzător. Durata implementării CRM poate fi de la câteva ore la mai mulți ani, în funcție de complexitatea proiectului, fluxuri implementate și număr de utilizatori.

## Principalii pași ai unei implementări CRM
1. Analiză de proiect de implementare CRM. În această fază de proiect CRM, furnizorul și beneficiarul realizează analiza specificațiilor și a cerințelor, în scopul identificării corecte a nevoilor clientului. Tot acum se întocmește și calendarul de proiect: datele următorilor pași ai implementării.
2. Configurarea programului CRM. Configurarea aplicației CRM implementate, conform specificațiilor din faza de analiză, configurări ecrane de lucru și câmpuri bază de date: acestea sunt principalele activități prestate în faza de configurare. Eventual, prestatorul serviciului de implementare poate aduce în programul CRM anumite date de test, pentru simulări realiste.
3. Testare funcționare. În această fază de proiect, beneficiarul testează și confirmă funcționarea corectă a configurărilor realizate și a cerințelor suplimentare.
4. Instruire și training utilizatori CRM. Obiectivul acestei faze de proiect îl constituie dobândirea deprinderilor de utilizare și de administrare a aplicației CRM.
5. Import date în sistemul CRM. Este vorba de importul final al tuturor bazelor de date și al tuturor informațiilor pe care beneficiarul dorește să le regăsească în aplicația CRM.
6. Finalizarea proiectului de implementare CRM. Furnizorul asigură, în această fază, tot suportul necesar utilizatorilor în perioada de început a utilizării programului. Acum se închid cu succes toate cerințele din analiză.

Proiectul de implementare CRM se organizează, de-obicei, conform principiilor internaționale de management de proiect, și se finalizează complet prin semnarea unui document de Acceptanță proiect, prin care beneficiarul confirmă corectitudinea implementării.